# 3694 Sharon
A 3694 Sharon (ideiglenes jelöléssel 1984 SH5) egy kisbolygó a Naprendszerben. Grossman, A. fedezte fel 1984. szeptember 27-én.